# Medgar Evers
Medgar Wiley Evers (Decatur, Misisipi, 2 de julio de 1925 - Jackson, Misisipi, 12 de junio de 1963) fue un activista estadounidense por los derechos civiles que luchó contra la segregación racial en la Universidad de Misisipi y por la justicia social y el derecho de voto de la población afroamericana.

## Biografía
Medgar Wiley Evers nació el 2 de julio de 1925 en Decatur, Misisipi, el tercero de cinco hijos (incluido su hermano mayor, Charles Evers) de Jesse (Wright) y James Evers.  La familia incluía a los dos hijos de Jesse de un matrimonio anterior.  La familia Evers poseía una pequeña granja y James también trabajaba en un aserradero. Evers y sus hermanos caminaban 19 kilómetros (12 millas) al día para asistir a escuelas racialmente segregadas; Medgar finalmente obtuvo su diploma de escuela secundaria.
En 1943, Evers se alistó en el Ejército de los Estados Unidos a los 17 años; el racismo que experimentó en su país y el alistamiento previo de Charles en el Ejército lo impulsaron a hacerlo. En Francia, la unidad de Evers formó parte del Red Ball Express, que entregaba suministros a las tropas aliadas que luchaban en el frente. Durante su tiempo en el Ejército, Evers se sintió indignado por la segregación y el maltrato que sufrían las tropas afroamericanas. Al presenciar cómo los soldados negros de las Fuerzas Francesas Libres eran tratados como iguales a las tropas blancas, le dijo en una ocasión a Charles: «¡Cuando salgamos del Ejército, vamos a arreglar esto!». En 1946, Evers fue dado de baja del Ejército con el rango de técnico de quinto grado, habiendo obtenido la Medalla de Buena Conducta, la Medalla de la Campaña de Europa, África y Oriente Medio y la Medalla de la Victoria de la Segunda Guerra Mundial.
Después de regresar a Decatur, Evers se matriculó en el Alcorn Agricultural and Mechanical College, históricamente afroamericano, en 1948, especializándose en administración de empresas.  También compitió en los equipos de debate, fútbol y atletismo, cantó en el coro y fue elegido presidente de la clase junior.  Evers obtuvo su Licenciatura en Artes en 1952. El 24 de diciembre de 1951, Evers se casó con su compañera de clase Myrlie Beasley.  Tuvieron tres hijos juntos: Darrell Kenyatta, Reena Denise y James Van Dyke.

## Activismo
La pareja se mudó a Mound Bayou (Misisipi), un pueblo desarrollado por afroamericanos después de la Guerra Civil. Evers se convirtió en vendedor de la compañía de seguros de vida Magnolia Mutual de TRM Howard.
Participó activamente en el movimiento por los derechos civiles y presidió el Consejo Regional de Liderazgo Negro (RCNL), que comenzó a organizar acciones para acabar con la segregación.  Evers ayudó a organizar el boicot del RCNL a las gasolineras que negaban a los negros el uso de los baños. Él y su hermano, Charles, asistieron a las conferencias anuales del RCNL en Mound Bayou entre 1952 y 1954, que congregaron a multitudes de 10 000 personas o más.
A raíz de la decisión en 1954 del Tribunal Supremo de los Estados Unidos sobre el “Caso Brown contra Consejo de Educación” en el que se declaró que la segregación en las escuelas públicas era inconstitucional, Evers luchó para obtener la admisión de los afroamericanos en la Universidad de Misisipi, apoyado por el Estado. También luchó por los derechos de voto y de registro, las oportunidades económicas, el acceso a las instalaciones públicas y otros cambios en la sociedad segregada de entonces en EE. UU.
El 24 de noviembre de 1954, Evers fue nombrado secretario de campo de la Asociación Nacional para el Progreso de las Personas de Color (NAACP) para Misisipi. En este puesto, ayudó a organizar boicots y a establecer nuevas secciones locales de la NAACP. Evers también participó en los esfuerzos de James Meredith para matricularse en la Universidad de Misisipi a principios de la década de 1960.
El liderazgo de Evers en la defensa de los derechos civiles, junto con su labor investigativa, lo convirtió en blanco de los supremacistas blancos. Tras el fallo de Brown contra la Junta de Educación, los blancos locales fundaron el Consejo de Ciudadanos Blancos en Misisipi, y se crearon numerosas secciones locales para resistir la integración de escuelas e instalaciones. En las semanas previas al asesinato de Evers, se enfrentó a nuevos niveles de hostilidad. Sus investigaciones públicas sobre el linchamiento en 1955 del adolescente de Chicago Emmett Till en Misisipi, y su apoyo vocal a Clyde Kennard, lo habían convertido en un destacado líder negro. El 28 de mayo de 1963, le lanzaron un cóctel molotov en la cochera de su casa. Diez días después, Evers casi fue atropellado por un coche al salir de la oficina de la NAACP en Jackson, Misisipi.

## Muerte
Evers vivía bajo la constante amenaza de muerte. Una numerosa población de supremacistas blancos y el Ku Klux Klan estaban presentes en Jackson y sus alrededores. El riesgo era tan alto que, antes de morir, Evers y su esposa, Myrlie, habían instruido a sus hijos sobre qué hacer en caso de un tiroteo, un atentado con bomba u otro tipo de atentado contra sus vidas. Evers, quien era seguido regularmente hasta su casa por al menos dos coches del FBI y uno de la policía, llegó a su domicilio la mañana de su muerte sin escolta. No contaba con su protección habitual, por razones no especificadas por el FBI ni la policía local. Se ha especulado que muchos miembros de la policía en ese momento pertenecían al Klan.
En la madrugada del miércoles 12 de junio de 1963, pocas horas después del discurso por los Derechos Civiles del presidente John F. Kennedy, televisado a nivel nacional, Evers llegó a la entrada de su casa tras regresar de una reunión con abogados de la NAACP. Su familia se preocupó por su seguridad ese día, y el propio Evers le advirtió a su esposa que se sentía en mayor peligro de lo habitual. Al salir de su coche, Evers portaba camisetas de la NAACP con la leyenda "Jim Crow Must Go", y recibió un disparo en la espalda de un rifle Eddystone Enfield de 1917; la bala le atravesó el corazón. Inicialmente derribado por el impacto, Evers se levantó y se tambaleó 10 metros antes de desplomarse frente a su puerta. Su esposa, Myrlie, fue la primera en encontrarlo. Evers fue trasladado al hospital local de Jackson, donde inicialmente se le negó la entrada debido a su raza. Su familia explicó quién era y fue ingresado. Evers falleció en el hospital 50 minutos después, tres semanas antes de cumplir 38 años.
Como veterano, Evers fue enterrado con honores militares en el cementerio nacional de Arlington, donde recibió todos los honores militares ante una multitud de más de 3000 personas.

### Secuelas
Tras el asesinato de Evers, aproximadamente 5000 personas marcharon desde el Templo Masónico en la calle Lynch hasta la Funeraria Collins en la calle North Farish, en Jackson. Allen Johnson, Martin Luther King Jr. y otros líderes de los derechos civiles encabezaron la procesión.  La policía de Misisipi acudió a la protesta pacífica armada con equipo antidisturbios y rifles. Si bien la tensión inicial fue alta en el enfrentamiento entre la policía y los manifestantes, tanto en Jackson como en muchas marchas similares en todo el estado, los líderes del movimiento mantuvieron la no violencia entre sus seguidores.
Evers fue asesinado por Byron De La Beckwith, miembro del Consejo de Ciudadanos Blancos, grupo formado en 1954 para oponerse a la integración en las escuelas y la actividad de los derechos civiles.
El 21 de junio de 1963, Byron De La Beckwith, vendedor de fertilizantes y miembro del Consejo de Ciudadanos Blancos (y posteriormente del Ku Klux Klan), fue arrestado por el asesinato de Evers. El fiscal de distrito y futuro gobernador Bill Waller procesó a De La Beckwith. Los jurados compuestos exclusivamente por blancos en febrero y abril de 1964 no llegaron a un acuerdo sobre la culpabilidad de De La Beckwith y no lograron llegar a un veredicto. En ese momento, la mayoría de los negros aún estaban privados de sus derechos por la constitución de Mississippi y las prácticas de registro de votantes; esto significaba que también estaban excluidos de los jurados, que se seleccionaban del grupo de votantes registrados. Finalmente, De La Beckwith fue condenado en un tercer juicio celebrado en 1994 con nuevas pruebas, fue declarado culpable de asesinato y condenado a cadena perpetua, tras haber vivido en libertad durante gran parte de las tres décadas posteriores al asesinato. Había estado encarcelado entre 1977 y 1980 por conspirar para asesinar a AI Botnick. En 1997, De La Beckwith apeló su condena en el caso Evers, pero el Tribunal Supremo de Misisipi la confirmó y el Tribunal Supremo de los Estados Unidos se negó a escucharla.  Murió a los 80 años en prisión el 21 de enero de 2001.
Su viuda, Myrlie Evers-Williams, se convirtió por derecho propio en una activista destacada que llegó a ejercer la presidencia nacional de la NAACP. Su hermano Charles Evers fue el primer alcalde afroamericano elegido en Misisipi en la era post-reconstrucción cuando ganó las elecciones locales en 1969 en Fayette.